# Symphony Prague
Orchestr Symphony Prague je privátní symfonický orchestr a je složen z hráčů renomovaných pražských orchestrů (členů České filharmonie, Symfonického orchestru hlavního města Prahy FOK, Symfonického orchestru Českého rozhlasu a Orchestru Národního divadla).

## Koncertní činnost
Orchestr koncertuje v zahraničí – především v Německu, Francii, Španělsku a interpretuje hudbu českých a světových hudebních skladatelů. Jako sólisté vystupují s tělesem členové České filharmonie (např. koncertní mistr České filharmonie Miroslav Vilímec) a Symfonického orchestru hlavního města Prahy FOK (Jan Hoďánek, Petr Němeček) a zahraniční solisté – Mark Drobinsky nebo F.J.Thiollier.
Také se zúčastňuje významných světových hudebních festivalů (Brandenburgische Sommerkonzerte, Bayreuther Osterfestival, Summerwinds Münsterland) a jako hostující orchestr vystupuje na jevištích ve Stuttgartu, Suhlu nebo Ilmenau. Spolupracuje se Sborem Českého rozhlasu a německým sborem Münchner Bachchor.

## Složení orchestru
Uměleckým vedoucím a šéfdirigentem orchestru je od jeho založení v roce 2008 dirigent Štefan Britvík. Orchestr ovšem spolupracuje i s jinými dirigenty a solisty. Těmi jsou: houslista Miroslav Vilímec, fagotista Petr Němeček, hobojista Jan Hoďánek, klarinetista Miroslav Plechatý a houslistka Adéla Vondráčková.

## Historie

### Rok 2007
V roce 2007 byl orchestru na Novoročním turné po Španělsku (San Sebastian, Alicante aj.) a v tomtéž roce se představil na koncertech v Logroňu, Vigu a Gijonu rovněž ve Španělsku . Na závěr roku orchestr ještě účinkoval na festivalu v Novaře (Itálie). Na domácí hudební scéně vystoupil ve Smetanově síni Obecního domu v Praze.

### Rok 2008
V roce 2008 orchestr vystupoval na koncertech duchovní hudby v kostele sv. Mikuláše na Staroměstském náměstí v Praze. V červnu se orchestr představil na Mozartovském festivalu v Praze (Ways to Mozart), na kterém zahrál skladby W. A. Mozarta, J. S. Bacha a A. Vivaldiho. V říjnu vystoupil orchestr v rámci festivalu Prague Festival of Top Orchestras. Na tomto festivalovém koncertě ve Smetanově síni Obecního domu v Praze, zahrál orchestr skladby L. van Beethovena, F. Schuberta a P. I. Čajkovského. Na závěr roku se orchestr představil na dvou vánočních koncertech v Praze s hudbou starých českých mistrů.

### Rok 2009
Orchestr se představil s duchovní hudbou v kostele sv. Mikuláše na Staroměstském náměstí v Praze a taktéž na velikonočním festivalu v kostele sv. Mikuláše na Malé Straně v Praze. Dále vystoupil na koncertě ve Smetanově síni Obecního domu v Praze.
Na závěrečném koncertě na Mezinárodním hudebním festivalu ve španělském Cadaqués (Festival Internacional de Música de Cadaqués), kde se orchestr představil se skladbami Barbera, Martinů, Stravinského a Prokofjeva. Na podzim orchestr Symphony Prague absolvoval měsíční turné po Francii, Švýcarsku a Itálii, na kterém ve spolupráci s Komorním sborem Českého rozhlasu a čtyřmi francouzskými solisty přednesl skladby W. A. Mozarta za řízení svého šéfdirigenta Štefana Britvíka.
Závěrem sezony roku 2009 se uskutečnilo vystoupení orchestru na silvestrovském koncertě ve Stuttgartu (v Liederhalle), kde pod vedením svého šefdirigenta orchestr přednesl skladby W. A. Mozarta a Symfonii č. 7 L. van Beethovena.

### Rok 2010
Rok 2010 zahájil orchestr koncertem v německém Suhlu, na kterém zahrál skladby českých skladatelů: tři části z cyklu Má vlast skladatele Bedřicha Smetany (Vltava, Šarka, Z českých luhů a hájů) a Symfonii č. 9 Antonína Dvořáka.
V březnu vystoupil orchestr na velikonočním festivalu v Praze a v dubnu se představil na velikonočním festivalu v německém Bayreuthu (“Bayreuther Osterfestival“) se skladbami J. S. Bacha, A. Vivaldiho a G. P. Telemanna. V červenci se orchestr (ve své komorní formaci) představil ve francouzském městě Embrun na koncertě, na kterém zazněla díla Barbera, Mozarta a Dvořáka. Houslový koncert A-dur W. A. Mozarta zahrála solistka A. Vondráčková - zástupce koncertního mistra v orchestru FOK (viz kritika Embrun).
V srpnu orchestr vystoupil v německém Stechau, kde vystoupil v rámci prestižního německého letního festivalu “Brandenburgische Sommerkonzerte“ a kde interpretoval díla dvou českých klasiků B. Smetany (z cyklu “Má vlast“) a A. Dvořáka (Symfonie č. 9). Na tomto koncertě zazněl taktéž klarinetový koncert f-mol skladatele C. M. Webera.
V prosinci (25. a 26.12.) se orchestr (ve své komorní formaci) představil posluchačům v Praze na dvou vánočních koncertech. V kostele sv. Mikuláše na Malé Straně, kde ve spolupráci se sborem Českého rozhlasu zahrál Českou mši vánoční J. J. Ryby.

## Kritiky koncertů
Symphony Prague byl oceněn například za vynikající zvukovou kvalitu, dokonalou plasticitu a interpretování skladeb na stylové úrovni. 